# Yolngu
Gli Yolngu o Yolŋu (ˈjoːlŋʊ) sono una tribù aborigena australiana residente nel nord-est della terra di Arnhem, nell'Australia settentrionale.

## Lingua
Gli Yolngu parlano mezza dozzina di lingue diverse che rientrano nella famiglia dello Yolŋu Matha. L'inglese può essere conosciuto da uno Yolŋu come una tra le molte lingue apprese.